# 손관 (후한)
손관(孫觀, ? ~ ?)은 중국 후한 말의 무장으로, 자는 중대(仲臺)이며 태산군 사람이다. 영자(嬰子)라는 별명이 있었다.

## 행적
《삼국지(三國志)》 장패전(臧覇傳)에 그 행적이 전하며, 《위략(魏略)》에 더 자세한 기록이 남아있다.
장패(臧覇)와 함께 거병하여 도겸(陶謙)을 따라 황건을 무찌르고 기도위(騎都尉)에 배령되었다. 장패 · 오돈(吳敦) · 윤례(尹禮)와 함께 무리를 합치고 장패를 총수로 받들었다.
건안(建安) 3년(198년), 장패가 여포(呂布)와 함께 조조(曹操)와 싸우다가 여포가 패망하여 조조에게 항복하자 조조는 장패를 보내 손관과 그의 형 손강(孫康)을 불러 후대하고 손관을 북해태수(北海太守)에 임명하였다.
항상 장패를 따라 종군하였으며, 장패보다 앞서 올라가 청주(靑州)와 서주(徐州)의 도적들을 정벌하여 그 군공이 장패에 버금갔다. 이후 여도정후(呂都亭侯)에 봉해졌다.
건안 10년(205년), 조조가 남피(南皮)에서 원담(袁譚)을 무찌르자 장패와 마찬가지로 자제들을 업(鄴)으로 이주시켜 편장군(偏將軍)에 배령되고 청주자사(靑州刺史)로 승진하였다. 유수구에서 손권(孫權)을 치는 데 따라가 가절(假節)을 받았다. 손권을 치다가 날아오는 화살에 맞아 왼발을 다쳤으나, 분전하여 조조가 그 수고를 칭찬하였다. 진위장군(振威將軍)으로 승진하였으나, 상처가 악화되어 죽었다.

## 《삼국지연의》의 손관
장패의 부하로 등장하지 않으며, 오돈 · 윤례 · 창희(昌豨)와 함께 태산 일대의 산적으로 설정되었다.
건안 3년, 조조가 마지막으로 여포를 칠 때 여포와 동맹을 맺고 소관을 수비했으나 조조에게 졌다. 여포가 패망한 후 장패의 설득으로 조조에게 투항했으며, 이후에는 등장하지 않는다.

## 손관의 친족관계
- 손강(孫康) (형)
- 손관
  - 손육(孫毓) (아들)

손강은 손관과 함께 조조의 부름을 받아 성양태수가 되었으며, 손관과 함께 작위를 받아 열후에 봉해졌다.
손육은 아버지의 뒤를 이었고, 청주자사를 지냈다.